# Klarabohemerna

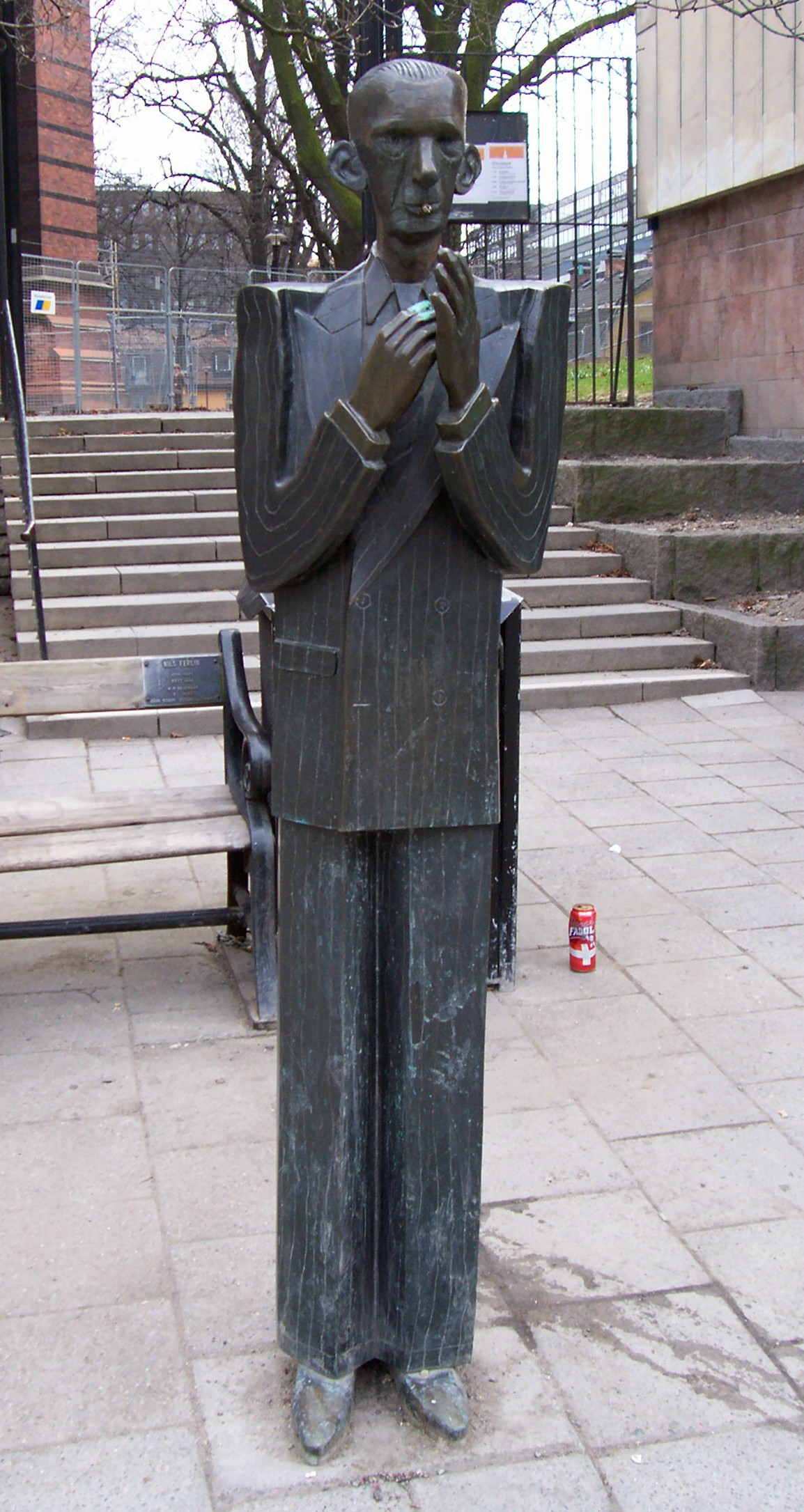
Karl Göte Bejemarks staty över Nils Ferlin på Nils Ferlins torg i Stockholm.

Klarabohemerna, som också kallas "bröderna i Klara", är ett romantiserande begrepp för de författare och poeter, som rörde sig i Klarakvarteren runt Klara kyrka i Stockholm under några årtionden från slutet av 1800-talet fram till mitten av 1900-talet, främst under 1930- och 1940-talen.
I Klarakvarteren låg vid denna tid de stora tidningsofficinerna och även billiga hotell, och journalisterna höll till på närliggande restauranger och kaféer. Genom den nära kontakten med tidningsredaktionerna kunde skrivande bohemer få dikter eller berättelser publicerade.
Schablonen för en Klarabohem var en man med arbetarbakgrund, född på landsbygd med en rastlös själ och en stor portion självförtroende.[källa behövs]

## Författare
Det är svårt att ringa in bohemerna, men bland dem som längre eller kortare tid levde eller verkade i denna miljö kan nämnas Willy Walfridsson, Nils Ferlin, Helmer Grundström, Harald Forss, Birger Vikström, Emil Hagström, Victor Arendorff och Uno Eng. Författare som Ivar Lo-Johansson, Jan Fridegård, Erik Asklund och Per Anders Fogelström rörde sig bekvämt bland Klarabröderna men bodde inte där. 
Nils Ferlin beskrev Klara kyrkogård: 
| ” | En viloplats ock för de levande är denna kyrkogård. En okänd Lidner vakar – av brist på mynt till något ölkafé, i detta vakuum mellan tidningsdrakar. | „ |